# La mujer desnuda (película de 1955)
La mujer desnuda  es una película en blanco y negro de Argentina dirigida por Ernesto Arancibia sobre el guion de Ariel Cortazzo según la comedia de Gabor von Vaszari que se estrenó el 6 de octubre de 1955 y que tuvo como protagonistas a María del Río, Alberto de Mendoza y Tilda Thamar.

## Sinopsis
Una seria comentarista de la radio se transforma en vedette del teatro de revistas.

## Reparto
- María del Río
- Ramón Garay
- Mario Baroffio
- Alberto de Mendoza
- Elsa del Campillo
- Mario Faig
- Maurice Jouvet
- Nelly Lainez
- Egle Martin
- Benita Puértolas
- Tilda Thamar